# Straßensystem in China

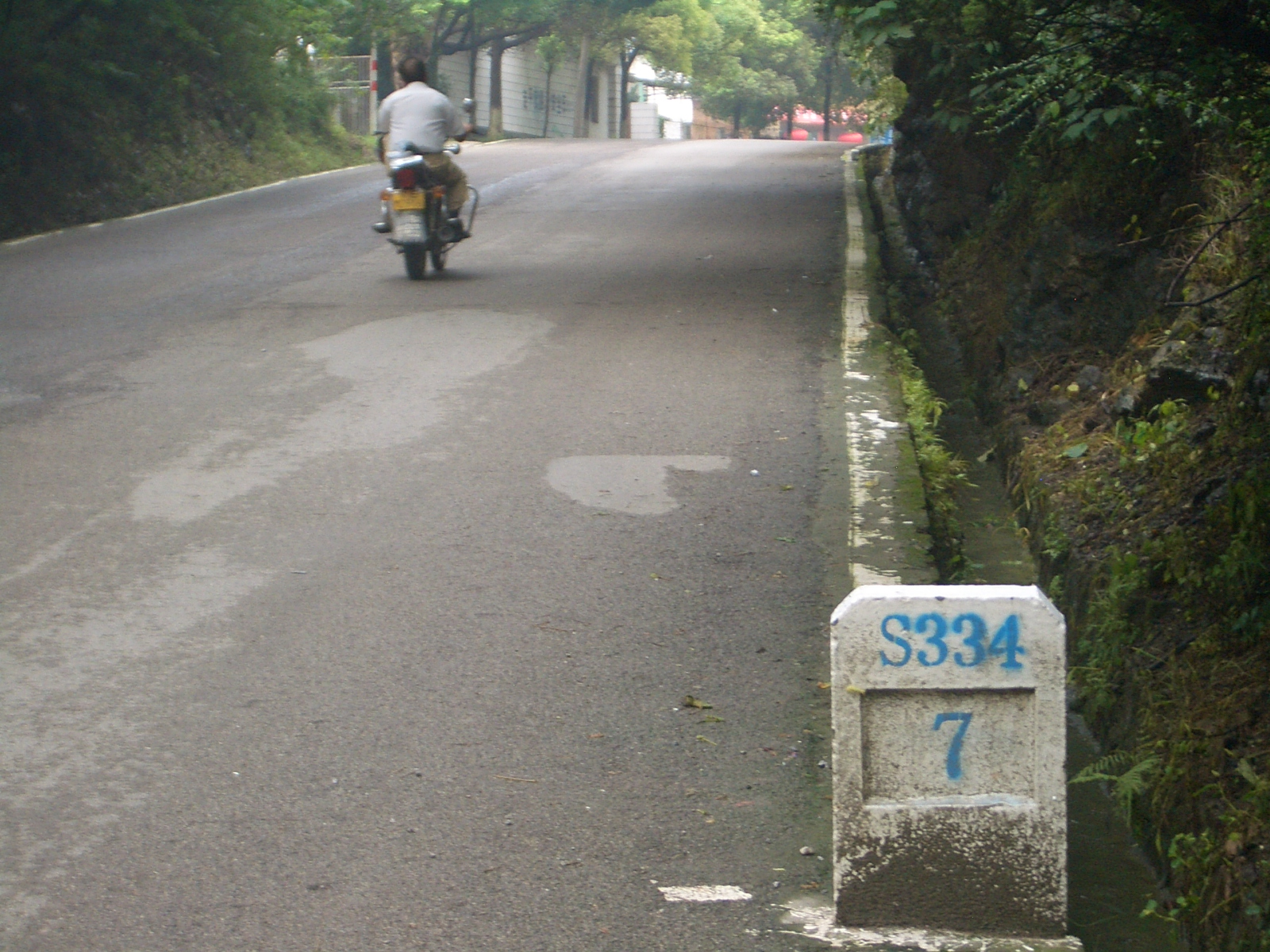
Typischer Kilometerstein an der Provinzstraße S334 in Hubei; die Entfernung ist vom Stadtzentrum Yichangs aus gemessen.

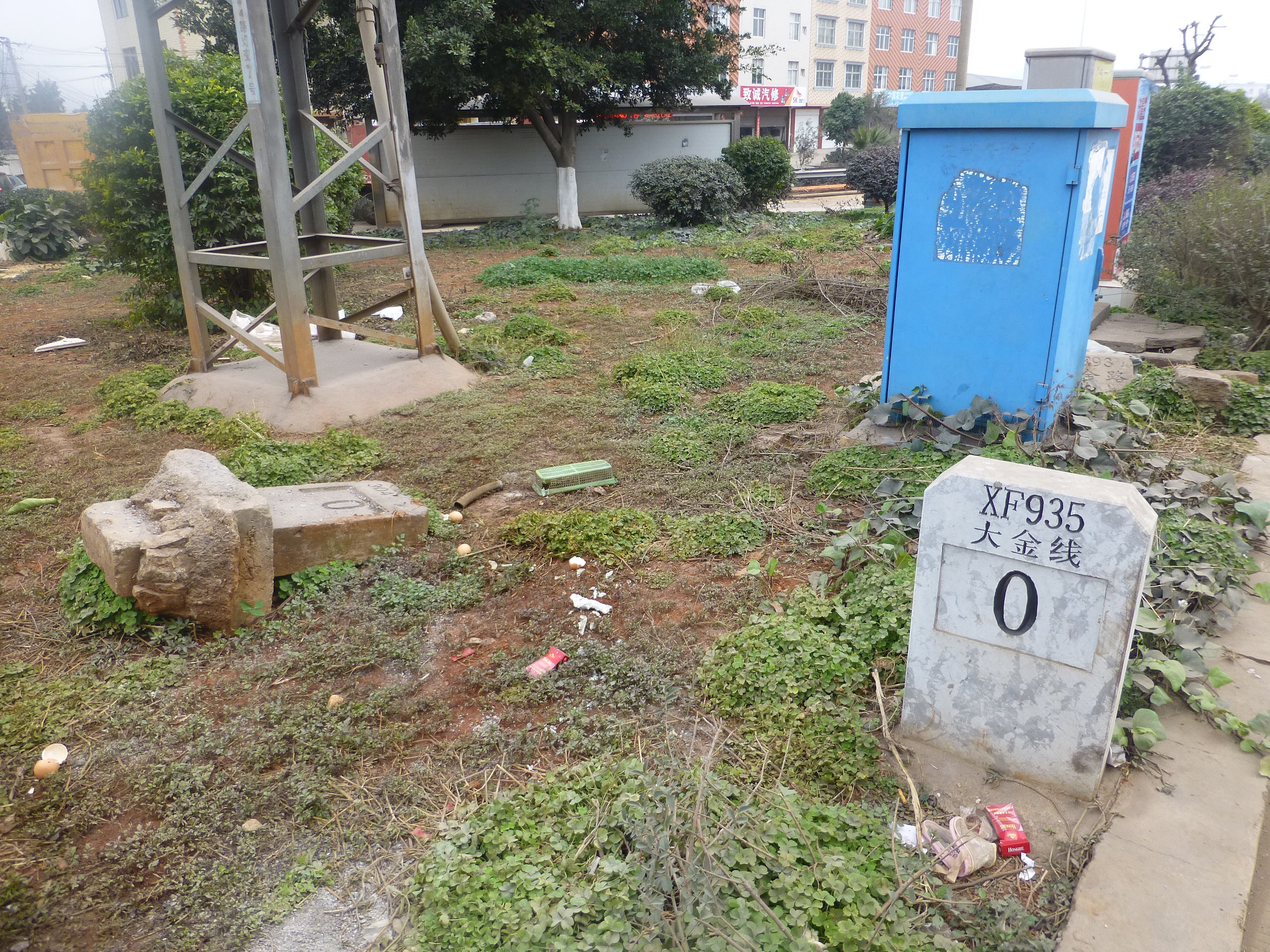
Alte Teilstrecke der Provinzstraße S214 in Yunnan wurde durch einen neuen Kilometerstein als Kreisstraße XF935 neudeklariert; alter abgerissener Kilometerstein daneben, Yuxi 2016

Das Straßensystem in China unterscheidet folgende Straßengattungen:
- Mit G, für Guódào (chinesisch 國道 / 国道 – „Nationalstraße“), werden die Fernverkehrsstraßen auf nationaler Ebene gekennzeichnet. Dem G folgt eine Ziffer – „GX“ – bei in Peking beginnenden Autobahnen (G1 bis G7), zwei Ziffern – „GXX“ – bei überregionalen Autobahnen (z. B. G30), drei Ziffern – „GXXX“ – bei Nationalstraßen (z. B. G318) und vier Ziffern – „GXXxx“ – bei regionalen und lokalen Autobahnen (z. B. G9411). Zum Guodao zählen sowohl die mautpflichtigen Autobahnen in China (englisch National Expressway) als auch die kostenlosen Autobahnen, in China „Nationalstraßen“ (englisch National Highway) genannt.
- Mit S, für Shengdào (省道 – „Provinzstraße“), werden die Fernverkehrsstraßen auf der Provinzebene gekennzeichnet. Dem S folgen ein bis vier Ziffern – „SX“ bis „SXXXX“. In jeder Provinz wird neu bei S1 begonnen, d. h. es existieren Fernverkehrsstraßen auf der Provinzebene mit gleicher Standard-Kennung aber in verschiedenen Provinzen, z. B. die Shandong-Autobahn G61 (魯高速 / 鲁高速), auch  Qingdao–Liuting–Flughafen–Autobahn (青岛流亭机场高速) genannt und die Guangdong-Autobahn G61 (粵高速 / 粤高速), auch  Maominghafen–Autobahn (茂名港高速) genannt. Dazu gehören sowohl Autobahnen als auch provinziale Schnell- oder Landstraßen (englisch Provincial Road), die sich nach dem Standard der National Expressway (deutsch etwa „Nationalautobahn“) in China richtet aber von der Provinzregierung geplant, gebaut und unterhalten werden. Neben den Verkehrsstraßen auf der Provinzebene gehören auch Straßen auf der Ebene der autonome Regionen, der regierungsunmittelbare Städte und der Sonderverwaltungszonen dazu.
- Mit X, für Xiàndào (縣道 / 县道 – „Kreisstraße“), werden die Verkehrsstraßen auf der Kreisebene gekennzeichnet. Dem X folgen meist drei Ziffern – „XXXX“ – für die Kreisstraßen (englisch County Road) aber es existiert auch Abweichungen mit mehr Ziffern bzw. Buchstaben (z. B. XF935, Kreisstraße bei Yuxi). Dazu zählen Straßen auf der Ebene der Städte, der autonome Kreise, der Sondergebiete, der Banner o. Ä. Danach folgen nur noch die Straßennetze der beiden untersten Kommunalebenen Xiāngdào – Straßen der Gemeindeebene und Cūndào – Straßen der Dorfebene, deren Standard-Kennung auf Straßenkarten nur selten dargestellt werden.
- Mit Y für Xiāngdào (鄉道 / 乡道 – „Gemeindestraße“), werden die Verkehrsstraßen auf der Gemeindenebene der Kommunen gekennzeichnet. Dem Y folgen meist drei Ziffern – „YXXX“ – für die „Gemeindestraßen“ (englisch Township Road). Auf Karten ist diese Darstellung der „Gemeindestraßen“ selten zu sehen, stattdessen werden nur chinesische Bezeichnungen ohne Standard-Kennung dargestellt. Die Standard-Kennung der „Gemeindestraßen“ existiert nur auf den tatsächlichen Kilometersteinen. Dazu zählen gewöhnliche Kommunalstraßen und -wege  der Großgemeinden, Gemeinden, Straßenviertel, Sums o. Ä.
- Mit C für Cūndào (村道 – „Dorfstraße“), werden die Verkehrsstraßen auf der Dorfebene gekennzeichnet. Dem C folgen meist drei Ziffern – „CXXX“ – für die Dorfstraßen (englisch Village Road). Auf Karten ist diese Darstellung der „Dorfstraßen“ selten zu sehen, stattdessen werden nur chinesische Bezeichnung ohne Standard-Kennung dargestellt. Die Standard-Kennung der „Dorfstraßen“ existiert nur auf den tatsächlichen Kilometersteinen. Dazu zählen einfachste Kommunalstraßen bzw. -wege.

Die administrative Zuständigkeit der Straßennetze der G-, S- und X-Reihe endet an den Grenzlinien der Städte und Kommunen. Sie wechselt von der allgemeinen Verwaltung für öffentliche Straßen zur lokalen städtischen Verwaltung der öffentlichen Straßen.